# Kon-Boot
Kon-Boot (kon boot, konboot) es una utilidad que permite a los usuarios evitar las contraseñas de Microsoft Windows y Apple macOS (el soporte para Linux es obsoleto) sin cambios duraderos o persistentes al sistema en el que se ejecuta. También es la primera herramienta capaz de evitar contraseñas de Windows 10 en línea (en vivo) y soporta tanto sistemas Windows como macOS. Desde la versión 3.5 Kon-Boot también puede evitar la función de SecureBoot.

## Historia
Kon-Boot fue diseñado originalmente como una prueba de concepto, herramienta freeware de seguridad, principalmente para las personas que suelen olvidar sus contraseñas. La idea principal era permitir a los usuarios iniciar sesión en la computadora objetivo sin saber la contraseña correcta y sin hacer cambios persistentes en el sistema en el que se ejecutaba.
La primera salida de Kon-Boot fue anunciada en 2008 en la lista de correos DailyDave La Versión 1.0 (freeware) permitía a los usuarios iniciar sesión en sistemas operativos basados en Linux y evitar el proceso de autenticación (permitiendo el acceso al sistema sin saber la contraseña).
En 2009, el autor del software anunció Kon-Boot para sistemas operativos Linux y Microsoft Windows de 32-bit. Esta versión brindó soporte adicional para evitar contraseñas del sistema en cualquier sistema operativo Windows, desde Windows Server 2008 a Windows 7. Esta versión aún está disponible como freeware
Las versiones más nuevas de Kon-Boot están disponibles solamente como productos comerciales y siguen siendo mantenidos. La versión actual (3.1) es capaz de evitar contraseñas en los siguientes sistemas operativos: 
| Sistemas operativos Microsoft Windows compatibles                                              |
| ---------------------------------------------------------------------------------------------- |
| Microsoft Windows XP                                                                           |
| Microsoft Windows Vista Home Basic 32Bit/64Bit                                                 |
| Microsoft Windows Vista Home Premium 32Bit/64Bit                                               |
| Microsoft Windows Vista Business 32Bit/64Bit                                                   |
| Microsoft Windows Vista Enterprise 32Bit/64Bit                                                 |
| Microsoft Windows Server 2003 Standard 32Bit/64Bit                                             |
| Microsoft Windows Server 2003 Datacenter 32Bit/64Bit                                           |
| Microsoft Windows Server 2003 Enterprise 32Bit/64Bit                                           |
| Microsoft Windows Server 2003 Web Edition 32Bit/64Bit                                          |
| Microsoft Windows Server 2008 Standard 32Bit/64Bit                                             |
| Microsoft Windows Server 2008 Datacenter 32Bit/64Bit                                           |
| Microsoft Windows Server 2008 Enterprise 32Bit/64Bit                                           |
| Microsoft Windows 7 Home Premium 32Bit/64Bit                                                   |
| Microsoft Windows 7 Professional 32Bit/64Bit                                                   |
| Microsoft Windows 7 Ultimate 32Bit/64Bit                                                       |
| Microsoft Windows 8 and 8.1 all versions (32Bit/64Bit -- includes live/online password bypass) |
| Microsoft Windows 10 all versions (32Bit/64Bit -- includes live/online password bypass)        |
| Microsoft Windows 11 (64Bit UEFI - Windows 11 requirements)                                    |

| Sistemas operativos Apple macOS / OS X compatibles |
| -------------------------------------------------- |
| Apple OS X 10.6                                    |
| Apple OS X 10.7                                    |
| Apple OS X 10.8                                    |
| Apple OS X 10.9                                    |
| Apple OS X 10.10                                   |
| Apple OS X 10.11                                   |
| Apple macOS Sierra (10.12)                         |
| Apple macOS High Sierra (10.13)                    |
| Apple macOS Mojave (10.14)                         |
| Apple macOS Catalina (10.15)                       |
| Apple macOS Big Sur (10.16)                        |
| Apple macOS Monterey (12)                          |
| Apple macOS Ventura (13)                           |
| Apple macOS Sonoma (14)                            |
| Apple macOS Sequoia (15)                           |

## Tecnología
Kon-Boot funciona como un bootkit (por eso a veces crea alertas en falso positivo en el software antivirus). Se inyecta (oculta) en la memoria BIOS. Kon-Boot modifica el código kernel en el momento (tiempo de ejecución), cambiando temporalmente el código responsable de la verificación de datos de autenticación de usuario mientras carga el sistema operativo.
A diferencia de herramientas de restablecimiento de contraseñas, como CHNTPW, Kon-Boot no modifica los archivos del sistema y el SAM, todos los cambios son temporales y desaparecen tras reiniciar el sistema.

## Limitaciones (prevención)
Los usuarios preocupados sobre herramientas como Kon-Boot deberían usar cifrado de disco (FileVault, Bitlocker, TrueCrypt, etc.), ya que Kon-Boot no es capaz de ignorar el cifrado de disco. La característica de contraseña de BIOS y SecureBoot también son buenas medidas preventivas. Sin embargo, la versión 3.5 de Kon-Boot es capaz de evitar la función de SecureBoot.